# Joaquin Wilde
Michael Paris (5 de outubro de 1986) é um lutador filipino americano de wrestling profissional mais conhecido pelo seu ring name DJZ. Atualmente trabalha na WWE, onde compete sob o ring name Joaquin Wilde.

## Títulos e Prêmios
- Absolute Intense Wrestling
  - AIW Absolute Championship (1 vez, atual)[6]
  - AIW Intense Championship (1 vez)
  - AIW Tag Team Championship (1 vez) – com Shawn Blaze
  - Battle Bowl (2011)[6]
  - Todd Pettengill Invitational (2011)[6]
- Championship Wrestling Experience
  - CWE Undisputed Championship (1 vez)
- Far North Wrestling
  - FNW Cruiserweight Championship (2 vezes)
- Independent Wrestling Association East Coast

- - IWA East Coast Zero-G Crown (2008)

- International Wrestling Cartel
  - IWC Super Indy IX Tournament (2010)
  - IWC Super Indy Championship (2 vezes)
  - IWC Tag Team Championship (2 vezes) – com Jason Gory
  - IWC World Heavyweight Championship (2 times)
- International Pro Wrestling
  - IPW Texas Heavyweight Championship (3 vezes, atual)
- New Era Pro Wrestling
  - NEPW United States Tag Team Championship (1 vez) – com Jason Gory
- Pro Wrestling Illustrated
  - PWI o elegeu como o  #395 no Top 500 Singles Wrestlers PWI 500 em 2011[7]
- Total Nonstop Action Wrestling

X Division Championship (1 vez)